# Manager artistic
Un manager artistic este executivul unei organizații de arte, în special într-o companie de teatru sau de dans, care se ocupă de direcția artistică a organizației. Managerul artistic al unei companii de teatru este persoana care are controlul artistic general asupra alegerilor de producție ale teatrului, alegerilor regizorale și viziunii artistice generale. În teatrele mai mici, managerul artistic poate fi fondatorul teatrului și regizorul principal al pieselor sale. În teatrele non-profit mai mari (adesea cunoscute în România ca teatre regionale), managerul artistic poate fi numit de consiliul de administrație.

## Prezentare generală
Managerul artistic al unei companii de dans performativ este similar cu directorul muzical al unei orchestre, fiind persoana principală responsabilă pentru planificarea sezonului companiei. Responsabilitățile managerului artistic pot include (dar nu se limitează la) alegerea materialelor ce vor fi puse în scenă într-un sezon, angajarea personalului creativ/producer (precum regizori) și alte sarcini de management al teatrului. El sau ea poate, de asemenea, să regizeze producții pentru companie. Managerii artistici lucrează îndeaproape cu managerul general al teatrului și contribuie la evaluarea artistică a proiectelor și producțiilor ce urmează a fi incluse în materialele de promovare, finanțare și presă. Un manager artistic funcționează, de asemenea, ca resursă pentru regizorii care lucrează la producțiile teatrale și poate oferi suport, consiliere și/sau input artistic acolo unde este solicitat.  Managerul artistic este de obicei pregătit să preia producția în cazul în care regizorul nu poate să-și îndeplinească atribuțiile. Managerii artistici sunt frecvent considerați drept reprezentanți artistici ai companiilor de teatru din România și sunt adesea solicitați să vorbească despre teatrul lor în fața presei. În România, managerii artistici au, de asemenea, responsabilități legate de strângerea de fonduri, în special în cadrul teatrelor naționale sau ale altor instituții culturale care se bazează pe finanțări publice și private.
În unele companii de ansamblu, managerul artistic este responsabil pentru recrutarea performerilor care să acționeze ca un grup de talente pentru producțiile companiei. Acest ansamblu poate include actori și artiști din diverse discipline. Managerul artistic funcționează ca lider al acestui grup, având ca scop crearea și/sau realizarea unor lucrări noi și/sau deja consacrate.
În balet, managerul artistic este șeful unei companii de balet. Aceștia au responsabilitatea generală de a instrui dansatorii, precum și de a selecta și monta producțiile. De obicei, sunt dansatori retrași din activitate. Adesea, ei coregrafiază unele dintre producțiile companiei.
În unele companii, managerul artistic poate să se ocupe și de operațiunile zilnice ale companiei, însă în multe dintre acestea (în special în companiile mai mari), managerul artistic este adesea scutit de sarcinile administrative de rutină, pentru a se concentra pe latura artistică. În aceste cazuri, deciziile legate de administrație, probleme financiare, strângerea de fonduri, relațiile cu consiliul, relațiile cu donatorii, publicitatea și marketingul sunt responsabilitatea managerului general, a directorului operațional, a directorului general, etc., sau sunt discutate în mod colaborativ.